# Purwosari (Magetan)
Purwosari is een bestuurslaag in het regentschap Magetan van de provincie Oost-Java, Indonesië. Purwosari telt 2842 inwoners (volkstelling 2010).